# 小山勉 (競艇選手)
小山 勉（こやま つとむ、1986年6月3日 - ）は、埼玉県出身の競艇選手。登録番号4488。身長164cm。血液型A型。102期。埼玉支部所属。同期に桑原悠、山田康二、樋口由加里らがいる。

## 来歴
- やまと競艇学校時代、リーグ戦勝率4.69（準優出3　優出1）の成績を残した。
- 2008年5月21日、戸田競艇場でデビュー（5着）。26日、最終日7Rで初勝利（9走目）。
- 2012年4月25日、戸田競艇場での「スポーツ報知スプリングカップ」で初優勝（優出4回目）。